# Abacetus perturbator
Abacetus perturbator là một loài bọ chân chạy thuộc phân họ Pterostichinae. Loài này được Peringuey mô tả lần đầu năm 1899.